# Jeanne de Luxembourg-Saint-Pol (morte en 1407)
Pour l’article homonyme, voir Jeanne de Luxembourg-Saint-Pol.
 (février 2023).
Jeanne de Luxembourg-Saint-Pol (décédée en 1407), duchesse de Brabant et comtesse de Rethel, est la fille unique de Waléran III de Luxembourg-Ligny et de sa première épouse Maud Holland, fille de Jeanne de Kent. 
Le 21 février 1402 à Arras , elle épouse Antoine de Brabant (mort en 1415) tué à Azincourt par des archers anglais en combattant son lointain cousin Henri V d'Angleterre. Elle est la mère de Jean IV de Brabant (1403-1427) et de Philippe de Saint-Pol (1404-1430) [source insuffisante].